# Agis II.
Agis II. (altgriechisch Ἆγις Ágis; † 400 v. Chr.) war von 427/426–400 v. Chr. König des antiken Sparta. Er stammte aus der Dynastie der Eurypontiden. In der Frühphase des Peloponnesischen Kriegs machte er 426 und 425 v. Chr. wenig ergiebige Einfälle in Attika. Nach der Unterbrechung des Peloponnesischen Kriegs durch den Nikiasfrieden (421 v. Chr.), zu dessen Unterzeichnern er gehörte, kämpfte Agis 418 v. Chr. gegen Argos und dessen Verbündete und besiegte sie nach anfänglichen Misserfolgen in der Schlacht von Mantineia. Nach der Erneuerung des Kriegs gegen Athen drang er 413 v. Chr. wieder in Attika ein und schlug dort sein Hauptquartier im festen Dekeleia auf, wo er bis zum Kriegsende die spartanischen Operationen gegen Athen leitete. Während seines Aufenthalts in Attika verfeindete er sich mit dem nach Sparta geflüchteten athenischen Staatsmann Alkibiades, dem er ein ehebrecherisches Verhältnis mit seiner Gattin Timaia unterstellte. Seine 411 und 410/409 v. Chr. von ihm durchgeführten Angriffe auf Athen selbst scheiterten. Nach der Niederlage Athens (404 v. Chr.) bekriegte er von 402–400 v. Chr. Elis und zwang es zu einem demütigenden Frieden.

## Leben

### Peloponnesischer Krieg

#### Erste Einfälle in Attika
Agis II. war ein Sohn des Archidamos II. und der Lampido sowie ein Stiefbruder Agesilaos’ II. Zum Beginn seiner Regierung rückte er im Frühjahr 426 v. Chr. mit einem Aufgebot der Spartaner und ihrer Verbündeten aus, um in Attika einzufallen. Da aber Erdbeben und Sturmfluten Mittelgriechenland heimsuchten, kehrte er am Isthmus von Korinth wieder um. Im nächsten Jahr 425 v. Chr. rückte er an der Spitze einer Armee verwüstend in Attika ein, zog aber bereits nach 15 Tagen wieder ab. Seitdem war er meist Anführer des peloponnesischen Aufgebots. 421 v. Chr. beschwor er mit seinem Mitkönig Pleistoanax den damals vereinbarten Ausgleich mit Athen und gehörte wohl auch zu den Unterzeichnern des Nikiasfriedens, durch den der Peloponnesische Krieg vorläufig beendet wurde. Alkibiades brachte aber ein Bündnis von Athen mit den bedeutenden peloponnesischen Städten Argos und Mantineia sowie mit Elis zustande, wodurch er sich in Spartas Einflussbereich einmischte.

#### Krieg gegen Argos
419 v. Chr. griffen die Argiver auf Anstiften des Alkibiades Epidauros an. Agis zog daraufhin mit dem gesamten spartanischen Heer im Sommer dieses Jahres bis zur Grenzstadt Leuktra, machte dort aber wegen ungünstiger Opfer Halt und führte seine Truppen zurück. Seinen Verbündeten ließ er ausrichten, dass sie sich für einen weiteren Feldzug nach dem folgenden Monat, in dem das Fest der Karneia gefeiert wurde, bereithalten sollten. Als die Argiver erneut Epidauros attackierten, marschierte er mit dem spartanischen Aufgebot bis zur Grenzstadt Karyai, wagte aber wiederum wegen angeblich ungünstiger Oper nicht, die Grenze zu überschreiten.
Epidauros wurde 418 v. Chr. weiterhin von den Argivern bedrängt. Agis zog mit den spartanischen Streitkräften gegen Argos. Die Argiver, Mantineier und Eleer stellten sich ihm bei der arkadischen Stadt Methydrion entgegen. Nach einem Ausweichmanöver vereinte der spartanische König seine Truppen bei Phleius mit jenen seiner Bundesgenossen, drang in die Argolis ein und schnitt das argivische Heer von der Stadt Argos ab. Trotz seiner vorteilhaften Position ließ er sich, ehe es zur Schlacht kam, von zwei Argivern, dem Feldherrn Thrasyllos um dem als Spartas Proxenos fungierenden Alkiphron, die ihm Aussicht auf Frieden machten, zum Abschluss eines viermonatigen Waffenstillstands und Abzug seines Heers überreden. Hierbei hatte er auf seine alleinige Verantwortung gehandelt und sah sich mit dem Vorwurf konfrontiert, eine günstige Gelegenheit zur Vernichtung der Feinde verpasst zu haben. Als dann die Argiver den Waffenstillstand brachen und gemeinsam mit den Athenern Orchomenos eroberten, wurde in Sparta der Antrag gestellt, das Haus des Königs zu zerstören und ihn zur Zahlung einer Geldstrafe von hunderttausend Drachmen zu verurteilen. Zwar erreichte Agis einen Aufschub seiner Bestrafung, musste aber hinnehmen, dass ihm ein Beirat von zehn Spartiaten an die Seite gestellt wurde, ohne dessen Zustimmung er nicht mit dem Heer in den Krieg ziehen durfte. Kurz darauf erfuhr er, dass die spartafreundliche Partei in Tegea zur Kapitulation gezwungen sei, wenn sie nicht rasch Verstärkung erhielte. Er rückte mit dem gesamten spartanischen Aufgebot aus, stellte in Tegea die Ordnung wieder her, erhielt hier Zuzug durch arkadische Bundesgenossen und marschierte im Spätsommer 418 v. Chr. gegen Mantineia. Im Gebiet dieser Stadt hatte sich das gegnerische Heer, das aus Verbänden der Argiver, Mantineier sowie einem von Athen gesandten Aufgebot – 1000 Hopliten und 300 Reiter unter dem Kommando des Strategen Laches – bestand, Stellung auf einer steilen, schwer zugänglichen Anhöhe bezogen. Agis griff trotzdem an, zog sich aber mit seinen Truppen auf den warnenden Zuruf eines erfahrenen Begleiters, wohl einem der ihm beigegebenen Räte, wieder zurück. Um die Feinde zum Verlassen ihrer festen Stellung zu zwingen, ließ er Wasser eines Flusses durch einen Kanal in die Ebene von Mantineia leiten, um das Gebiet zu überschwemmen. Doch das feindliche Heer war schon zuvor in die Ebene herabgestiegen. In der folgenden Schlacht von Mantineia, die zu den blutigsten des Peloponnesischen Kriegs zählt, errang der mit viel Umsicht agierende König einen vollständigen Sieg und stellte so die spartanische Vormacht auf der Peloponnes wieder her.
Im Winter 418/417 v. Chr. fand in Argos eine Gegenrevolution statt, die den Sturz der dortigen oligarchischen prospartanischen Partei herbeiführte. Agis rückte mit der spartanischen Armee nochmals gegen Argos aus und zerstörte die mit Hilfe der Athener begonnenen langen Mauern, die Argos mit dem Meer verbinden sollten. Er vermochte jedoch nicht, die spartafreundliche Partei in Argos wieder an die Macht zu bringen.

#### Weitere Operationen in Attika; Entzweiung mit Alkibiades
Alkibiades fiel 415 v. Chr. in Athen in Ungnade und wurde als Flüchtling in Sparta aufgenommen. Inzwischen war der Krieg zwischen Sparta und Athen wieder ausgebrochen, und auf Rat des Alkibiades wurde Agis im Frühjahr 413 v. Chr. an der Spitze eines Heers nach Attika entsandt, um die dort gelegene, strategisch bedeutsame Stadt Dekeleia zu besetzen und zur Festung auszubauen. Agis blieb nun bis zum Ende des Kriegs als machtvoller Oberbefehlshaber in Dekeleia und besaß dort wieder volle Handlungsfreiheit. Von hier aus konnten die Spartaner Athen die auf dem Landweg über Oropos erfolgende Lebensmittelzufuhr von Euböa blockieren und ständig in das attische Gebiet einfallen. 20.000 Sklaven, darunter viele Handwerker, wechselten auf die Seite der Spartaner; Schafe und anderes Vieh der Athener, das im Umland von Dekeleia weidete, ging zugrunde. Nach dem Eintreffen der Nachricht über das katastrophale Scheitern der athenischen Sizilienexpedition zog Agis im Winter 413/412 v. Chr. nach Mittelgriechenland, ließ den Oitaiern das Vieh wegtreiben und erpresste dann Geld für dessen Rückgabe. Auch zwang er die Achaier von Phthiotis und andere Untertanen der Thessaler zur Stellung von Geiseln und Geldzahlungen. Ferner regte er den Schiffsbau zur Vorbereitung des Seekriegs an. Die zum Abfall von Athen bereiten Einwohner von Euböa, Lesbos und Chios wandten sich an Agis, der in Dekeleia auch Gesandtschaften der Boioter und anderer spartanischer Verbündeter empfing.
In Sparta sah Agis sich aber durch den machthungrigen und eloquenten Alkibiades in den Hintergrund gedrängt. Angeblich hatte Alkibiades auch die Gemahlin des Agis, Timaia, verführt und mit ihr Ehebruch getrieben. Die Glaubwürdigkeit dieser u. a. vom antiken Biographen Plutarch überlieferten Nachricht wird von Althistorikern unterschiedlich bewertet. Agis verstieß jedenfalls wenig später seinen Sohn Leotychidas, weil er dessen Vaterschaft Alkibiades zuschrieb. Nicht nur Agis, sondern auch andere einflussreiche Spartaner sahen sich in ihrem Machtanspruch durch das Auftreten und die Erfolge des athenischen Flüchtlings beeinträchtigt. Als sich Alkibiades in Kleinasien aufhielt, erhielt der spartanische Nauarch Astyochos 412 v. Chr. den Befehl, ihn ermorden zu lassen. Dank rechtzeitiger Warnung gelang Alkibiades aber die Flucht zum persischen Satrapen Tissaphernes.
Nachdem das oligarchische Regime des Rats der Vierhundert 411 v. Chr. in Athen durch einen Putsch an die Macht gekommen war, sandte es Gesandte nach Dekeleia zu Agis, um mit ihm Friedensverhandlungen anzuknüpfen. Der spartanische König sah aber in dem Umsturz eine Gelegenheit, Athen relativ leicht zu erobern. Er dachte nämlich, dass nun in der Stadt Unruhe und Verwirrung herrschten, da das Volk den oligarchischen Putsch nicht ohne Weiteres akzeptieren würde. So rückte er mit seinen bei Dekeleia stationierten Streitkräften und den von Sparta entsandten Verstärkungstruppen gegen die Langen Mauern Athens vor, die er aufgrund der geringen Menge an Verteidigern rasch erstürmen zu können glaubte. Sein Angriff misslang aber, und nachdem er einige Verluste erlitten hatte, sah er sich zum Rückzug gezwungen. Auch ein zweiter Vorstoß des Agis gegen Athen im Jahr 410 oder 409 v. Chr. scheiterte. Damals schickte er den spartanischen Flottenführer Klearchos mit 40 Schiffen nach Byzanz.
Es ist strittig, ob Agis 405/404 v. Chr. an der kriegsentscheidenden Belagerung Athens beteiligt war. Den Oberbefehl bei dieser Operation führte 405 v. Chr. der andere König Pausanias, während Agis wohl in Dekeleia blieb. Die Athener schickten im Dezember 405 v. Chr. Gesandte mit Friedenvorschlägen zu Agis, der sich indessen für unzuständig erklärte und die Gesandten an die Ephoren in Sparta verwies. Im Frühjahr 404 v. Chr. fiel Athen, womit der Peloponnesische Krieg endete. Agis entließ daraufhin sein Heer und kehrte in seine Heimat zurück.

### Krieg gegen Elis; Tod
Bald nach dem Sieg über Athen führte Agis wohl im Jahr 402 v. Chr. einen Feldzug gegen Elis, dessen Einwohner Spartas Forderung, ihren Periöken-Städte Autonomie zu gewähren, zurückgewiesen hatten. Agis fiel von Achaia aus in Elis ein und richtete hier Verwüstungen an, kehrte aber aufgrund eines Erdbebens wieder um. Im nächsten Jahr wiederholte er seinen Einfall in Elis und erhielt dabei Militärhilfe von allen spartanischen Verbündeten einschließlich Athens; nur die Boioter und Korinther hielten sich fern. Bei Agis’ Herannahen erhoben sich die Städte Triphyliens, vor allem Lepreon, nach seinem Überschreiten des Flusses Alpheios auch die Periöken-Städte Letrinoi, Amphidoloi und Margana. Nachdem Agis in Olympia dem Zeus geopfert hatte, rückte er gegen die gleichnamige Hauptstadt der Region, Elis, vor, verheerte das fruchtbare Land und erbeutete zahlreiches Vieh. Dann zog er weiter nach Kyllene und kehrte schließlich nach Sparta zurück. Er stationierte aber in Epitalion eine Besatzung, die weiterhin Plünderungszüge unternahm. Als er im nächsten Jahr den Feldzug zu erneuern drohte, fügte sich Elis den harten spartanischen Forderungen. In Delphi opferte Agis den Zehnten der Kriegsbeute, erkrankte auf dem Heimweg in Heraia in Arkadien, wurde nach Sparta gebracht und starb bald danach (400 v. Chr.). Obwohl er den verstoßenen Leotychidas am Totenbett doch noch als seinen Sohn anerkannt hatte, folgte ihm sein Stiefbruder Agesilaos II. als König Spartas nach.